# Fundação de Apoio à Escola Técnica
A Fundação de Apoio à Escola Técnica (FAETEC) é uma instituição de educação básica, profissional e superior publica estadual brasileira; vinculada a Secretaria Estadual de Ciência, Tecnologia e Inovação (SECTI) do estado do Rio de Janeiro. Criada pela Lei nº 1176/1987 de 21 de julho de 1987, pelo então governador Moreira Franco, sob o nome de FAEP — Fundação de Apoio à Escola Pública do Estado do Rio de Janeiro, e que passou a denominar-se FAETEC — Fundação de Apoio à Escola Técnica do Estado do Rio de Janeiro, por força da Lei nº 2735/1997 de 10 de junho de 1997, assinada pelo então governador Marcelo Alencar. Reúne de 142 unidades, atendendo cerca de 300 mil alunos anualmente. Suas ofertas oferecem cursos de Formação Inicial e Continuada de Qualificação Profissional, Técnico e Superior.
Sua sede administrativa encontra-se num complexo com mais de 1.900.000 m², localizado no bairro de Quintino Bocaiúva, na Zona Norte do Rio de Janeiro. A estrutura de ensino da Fundação contribui significativamente com a mão de obra qualificada, abrindo portas para o mercado de trabalho a jovens e adultos, e ajudando a fortalecer o desenvolvimento econômico e social do Estado e dos municípios fluminenses. Fatores que a tornam uma das mais importantes redes do Brasil.
As unidades que integram a Rede estão dividas em: Escolas Técnicas (ETEs), Centros de Tecnologia e de Educação Profissional (CETEPs), Centros Vocacionais Tecnológicos (CVTs), Faculdades de Educação Tecnológica do Estado do Rio (FAETERJs) e Centros de Referência em Formação de Profissionais da Educação (ISERJ e ISEPAM).

## Inclusão social
Foi iniciada uma política educacional na rede, em novembro de 2003, através da inserção de um programa que objetiva estimular, mobilizar, conscientizar e construir de forma coletiva a Escola Para Todos. Tais ações possuem um caráter de inclusão de pessoas com deficiência, transtornos globais do desenvolvimento e com altas habilidades (ou superdotação) nas oportunidades de educação.
A Divisão de Diversidade e Inclusão Educacional foi criada pela Faetec, em 2007, favorecendo os processos e dinâmicas educacionais. Esta política reconhece e inclui a diversidade humana nas dimensões física, política, cultural e social, na perspectiva das práticas educativas desenvolvidas nas unidades escolares da Rede. Sendo oferecidas à comunidade escolar: Sala de Recursais Multifuncionais, Intérpretes de Libras, Sala de Imprensa Braille, Fórum Itinerante de Educação Especial nas unidades de ensino, Formação Continuada em Libras, Braille, Orientação e Mobilidade, Altas Habilidades, Transtornos Globais do Desenvolvimento, Deficiências visuais, auditivas, intelectuais, físicas e múltiplas.
Destaque para o Centro de Apoio Especializado à Educação Profissional (Caep / Favo de Mel), que oferece quatro cursos livres, sendo eles: Auxiliar de Cozinha, Auxiliar de Jardinagem, Contínuo e Cupim a jovens com deficiência intelectual.
O acesso à informação garante às pessoas oportunidade de exercer sua cidadania, a partir de noção de seus direitos e exercício de seus deveres. A Fundação de Apoio à Tecnologia e Ciência — FATEC elaborou um programa de Inclusão Social para pessoas com deficiência.
A Lei Federal Nº 8.213/1991 prevê o direito às cotas para pessoas com deficiência no mercado de trabalho. Desde 1991, a lei exige que as empresas com mais de 100 funcionários, devem contratar pessoas com deficiência. A lei assegura que uma determinada quantidade de vagas, que varia de 2% a 5% de número total de funcionários, deve ser reservada para pessoas com deficiência.
A empresa acredita que promovendo a diversidade de trabalho terá muitos benefícios, pessoas com formações diversificadas com visões diferentes sobre os mesmos problemas; com origens, idades, orientações políticas e religiosas variadas, reunidas em um mesmo ambiente.

## Cultura e esportes
Os Centros de Educação Física e Esportes (Cefe) e Interamericano de Artes Marciais (Ciam) assumem papel de destaque na Fundação, integrando alunos e moradores da comunidade à prática esportiva.
A Faetec privilegia o esporte por saber de seu valor significativo ao que se refere à saúde do corpo e mental. Os resultados são notórios, e englobam desde a disciplina à capacidade de comunicação, integração, concentração e desenvolvimento escolar.
Algumas das atividades oferecidas gratuitamente são: basquete, futebol, a ginástica, handebol, jazz, natação, vôlei, alongamento, caminhada, dança de salão, entre outros. Já o Centro Interamericano de Artes Marciais, que existe desde 2006, pode ser encontrado modalidades esportivas como: aeroboxe, judô, boxe tailandês, capoeira, jiu-jítsu, boxe inglês, karatê, luta olímpica e taekwondo.
No âmbito das artes, os alunos da Faetec têm acesso aos clássicos universais e compositores consagrados da Música Popular Brasileira, através das Escolas de Música e Bandas. O curso Técnico de Dança da Escola Técnica Estadual Adolpho Bloch é um dos destaques da Rede, além de ser considerado o primeiro da América Latina.
A Escola Técnica Estadual (ETE) de Teatro Martins Pena forma profissionais de teatro para atuarem no palco e em áreas afins, como: cenografia, figurino e canto. Nesta unidade, são ministradas aulas de produção artística e cultural.
Já as Escolas de Artes Técnicas (EAT) formam profissionais especializados para as atividades dos bastidores do teatro e do Carnaval, habilitando seus alunos para a confecção de fantasias, adornos e adereços, além da organização, planejamento e liderança na área de produção de espetáculos.
Responsável pela coordenação do Programa Faetec Olímpica, Denik está reunindo informações e propostas das diversas diretorias e avaliando os recursos necessários. Ela destaca que já foram identificados alguns espaços estratégicos para a implantação de pólos esportivos que oferecerão atividades divididas em dois eixos, profissionais e socioesportivos. Já foi montada uma comissão multidisciplinar na Faetec que vem trabalhando na construção do programa, cuja previsão de lançamento é para março de 2010.

## Reconhecimento
Considerada uma das instituições de destaque do Ensino Público do Estado do Rio de Janeiro, a Faetec coleciona inúmeros prêmios de suma importância em seu currículo, dentre eles: o Prêmio Personalidade Educacional 2011, que homenageou as três instituições e dez personalidades do ensino que mais se destacaram na sociedade fluminense, promovido pela Associação Brasileira de Educação (ABE), Associação Brasileira de Imprensa (ABI) e jornal Folha Dirigida; Prêmio Qualidade Rio — Ciclo 2012, pelo cuidado e pela qualidade oferecida nas escolas da Rede; e a Medalha Darcy Ribeiro 2014, sendo esta uma das mais importantes comentas no setor educacional, concedida a instituições e profissionais que se destacam na promoção e no desenvolvimento das políticas de Educação no Brasil.
Além disso, a instituição possui dez unidades certificadas pelo ISO 9001, o que comprova respectivamente a qualidade de seus serviços oferecidos. As unidades que fazem parte da lista são: os Centros Vocacionais Tecnológicos (CVTs) Saracuruna, Nova Iguaçu, Itaboraí, São João de Meriti, Correios, Barra do Piraí, São Pedro da Aldeia e Miracema, além do Centro de Apoio Especializado à Educação Profissional (Caep / Favo de Mel) e a Faculdade de Educação Tecnológica do Estado do Rio de Janeiro (Faeterj).
Também a rede é reconhecida pela excelente estrutura de ensino das suas Escolas Técnicas Estaduais (ETEs), destacando-se entre elas a ETE Juscelino Kubitschek pela sua ótima formação nos cursos técnicos em Eletrotécnica e Análises Clínicas, gerando uma intensa competitividade entre empresas dessas áreas pelos seus alunos e ex-alunos. No curso Técnico em Eletrotécnica, a unidade possui um Laboratório de Instalações Elétricas de Atmosferas Explosivas voltado à formação de profissionais que atuam com equipamentos elétricos em atmosferas explosivas nas áreas de Petróleo e Gás. O curso Técnico em Análises Clínicas oferecido pela unidade também possui um Laboratório altamente qualificado,  tornando seus alunos capacitados para trabalharem na área de saúde, Farmácia e Biologia. Os cursos técnicos da unidade são oferecidos integrados ao ensino médio da unidade, exceto Hospedagem e Informática, que são oferecidos separados na unidade. Os cursos técnicos em Eletrotécnica e Administração também são oferecidos separados na unidade.

### Internet para Todos
A FAETEC aposta na inclusão digital como uma política redentora de uma sociedade mais igualitária, e que se faz presente ante aos avanços tecnológicos do mundo contemporâneo. Os Centros de Democratização Digital (CDDs), conhecidos como Faetec Digital, encadeiam um programa, cuja iniciativa do Governo do Rio, juntamente com a Secretaria do Estado de Ciência, Tecnologia e Inovação (SECTI), incide fornecer acesso à internet gratuito para parte da população que não possui serviço banda larga em casa. Com isso, este programa tem possibilitado de forma significativa a inclusão digital de moradores de zonas periféricas.
Os polos da Faetec Digital são equipados com seis a 12 computadores, dando aos seus usuários a possibilidade de se inscreverem em cursos online e fazerem pesquisas acadêmicas. Além de serviços de envio e impressão de currículos, acesso ao INSS, agendamentos em serviços de atendimento da instituição, testes online do DETRAN, consulta da CNH e agendamentos para renovar ou retirar documentos, sempre com a ajuda de um monitor.

### Educação superior

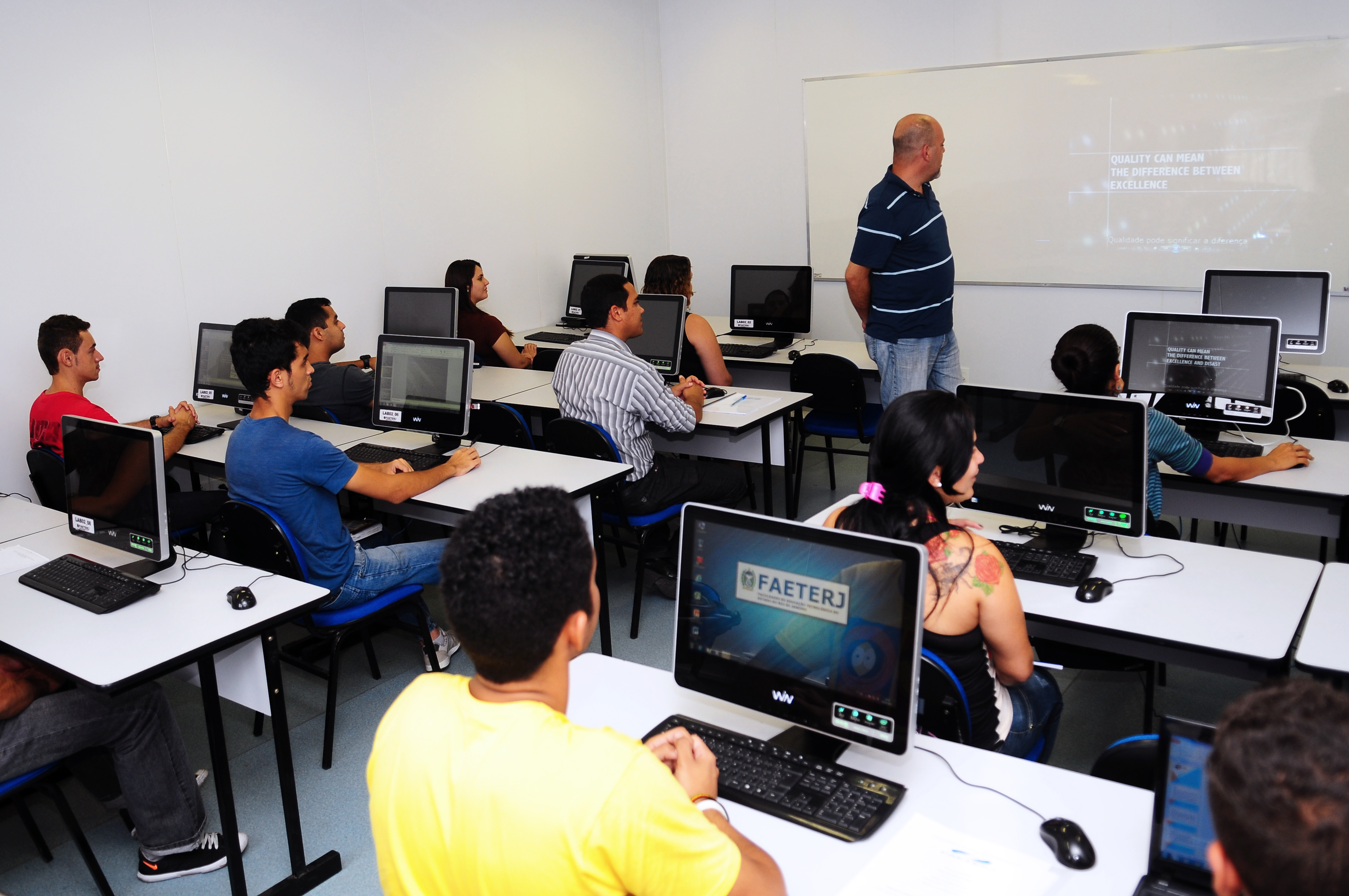
Alunos da FAETERJ Duque de Caxias em sala de aula.

A integração do programa dos cursos superiores da Faetec deu seu ponta pé inicial com a chegada do Instituto de Educação do Rio de Janeiro (IERJ), que foi transferido para a Rede, em 1997. No ano seguinte, o IERJ mudou para Instituto Superior de Educação do Estado do Rio de Janeiro (ISERJ), e com isso, conquistou a autorização para o funcionamento de seu primeiro curso superior, iniciando em 1999.
Mas foi no ano de 2001 que a FAETEC ampliou o mesmo curso para diversas unidades, nomeadas como Institutos Superiores de Educação (ISEs), e que foram implantadas nas áreas de: Bom Jesus do Itabapoana, Itaperuna, Santo Antônio de Pádua, Três Rios e Professor Aldo Muylaert (ISEPAM), em Campos dos Goytacazes. Estas foram criadas em atendimento à política de interiorização de formação de professores de Educação Superior, adotada pelo Governo do Estado do Rio de Janeiro.
Já entre 2000 e 2002, a Fundação de Apoio à Escola Técnica avançou mais uma vez com a inauguração dos Institutos Superiores de Tecnologia (ISTs) Campos dos Goytacazes, Paracambi, Petrópolis e Rio de Janeiro. As unidades foram implantadas a fim de formar profissionais em cursos superiores tecnológicos, nas áreas onde o mercado de trabalho apresentava carência em mão de obra, especialmente no interior do Rio de Janeiro. Em 2012, foi implantado o Instituto Superior Tecnológico de Duque de Caxias, localizado no distrito de Imbariê.
A Faetec juntamente com a Secretaria de Estado de Ciência, Tecnologia e Inovação passou a repensar no papel estratégico do Ensino Superior para o desenvolvimento econômico e social sustentável do Estado do Rio de Janeiro em instâncias locais e regionais. E assim foi estabelecida como base da necessidade de um moderno arranjo educacional que aponta para novas perspectivas, a instalação das Faculdades de Educação Tecnológica do Estado do Rio de Janeiro (FAETERJs), garantindo ao cidadão fluminense uma combinação do ensino de humanidades com educação profissional e tecnológica.

### Campi FAETERJ
- ISERJ — Instituto Superior de Educação do Rio de Janeiro
- ISEPAM — Instituto Superior de Educação Professor Aldo Muylaert
- Faculdade de Tecnologia do Rio(capital)
- Faculdade de Tecnologia da Baixada Fluminense — Duque de Caxias
- Faculdade de Tecnologia da Região Serrana — Petrópolis
- Faculdade de Tecnologia da Serra Baixa Fluminense — Paracambi
- Faculdade de Tecnologia do Centro-Sul Fluminense — Três Rios
- Faculdade de Tecnologia do Norte Fluminense — Campos dos Goytacazes
- Faculdade de Tecnologia do Norte Fluminense II — Bom Jesus do Itabapoana
- Faculdade de Tecnologia do Noroeste Fluminense — Itaperuna
- Faculdade de Tecnologia do Noroeste Fluminense III — Santo Antônio de Pádua

## Unidades ETE
- ETER — Escola Técnica Estadual República (Quintino) (Sede)
- ETEI — Escola Técnica Estadual Imbariê (Imbariê, Duque de Caxias)
- ETEAB — Escola Técnica Estadual Adolpho Bloch (Maracanã I)
- ETEFV — Escola Técnica Estadual Ferreira Vianna (Maracanã II)
- ISERJ — Instituto Superior de Educação do Rio de Janeiro (Maracanã III)
- ETEVM — Escola Técnica Estadual Visconde de Mauá (Marechal Hermes I)
- ETEOT — Escola Técnica Estadual Oscar Tenório (Marechal Hermes II)
- ETEHL — Escola Técnica Estadual Henrique Lage (Barreto, Niterói)
- ETEJK — Escola Técnica Estadual Juscelino Kubitschek (Jardim América)
- ETESC — Escola Técnica Estadual Santa Cruz (Santa Cruz)
- ETETMP — Escola Técnica Estadual de Teatro Martins Penna (Centro)
- ETEJLN — Escola Técnica João Luiz do Nascimento (Centro, Nova Iguaçu)
- ETEACV — Escola Técnica Estadual Amaury Cesar Vieira (Volta Redonda)
- ETEHVM — Escola Técnica Estadual Helber Vignoli Muniz (Bacaxá, Saquarema)
- ETEJBM — Escola Técnica Estadual João Barcelos Martins (Campos dos Goytacazes I)
- ISEPAM — Instituto Superior de Educação Professor Aldo Mulayarte (Campos dos Goytacazes II)
- ETEAS — Escola Técnica Estadual Agrícola Antonio Sarlo (Campos dos Goytacazes III) (Em processo de Transferência para UENF)
- ETEMMMT — Escola Técnica Estadual Maria Mercedes Mendes Teixeira (Ricardo de Albuquerque)